# Curcuma longa
Kurkuma (Curcuma longa) is een bloeiende plant uit de gemberfamilie (Zingiberaceae). Het is een vaste, kruidachtige plant met wortelstokken, die van nature voorkomt op het Indisch subcontinent en Zuid-Oost Azië. De plant kan ongeveer 1 meter hoog worden en plant zich alleen voort via de wortelstokken: de zaden zijn steriel. De donkergroene bladeren zijn langwerpig (oblonga) van vorm en kunnen tot 1 meter lang worden. De bloemen zijn geel-wit gekleurd.
Uit de wortelstok wordt de specerij kurkuma (ook bekend als geelwortel of koenjit) en ook de kleurstof curcumine gewonnen. Het grootste deel van de kurkuma-oogst komt uit India. 

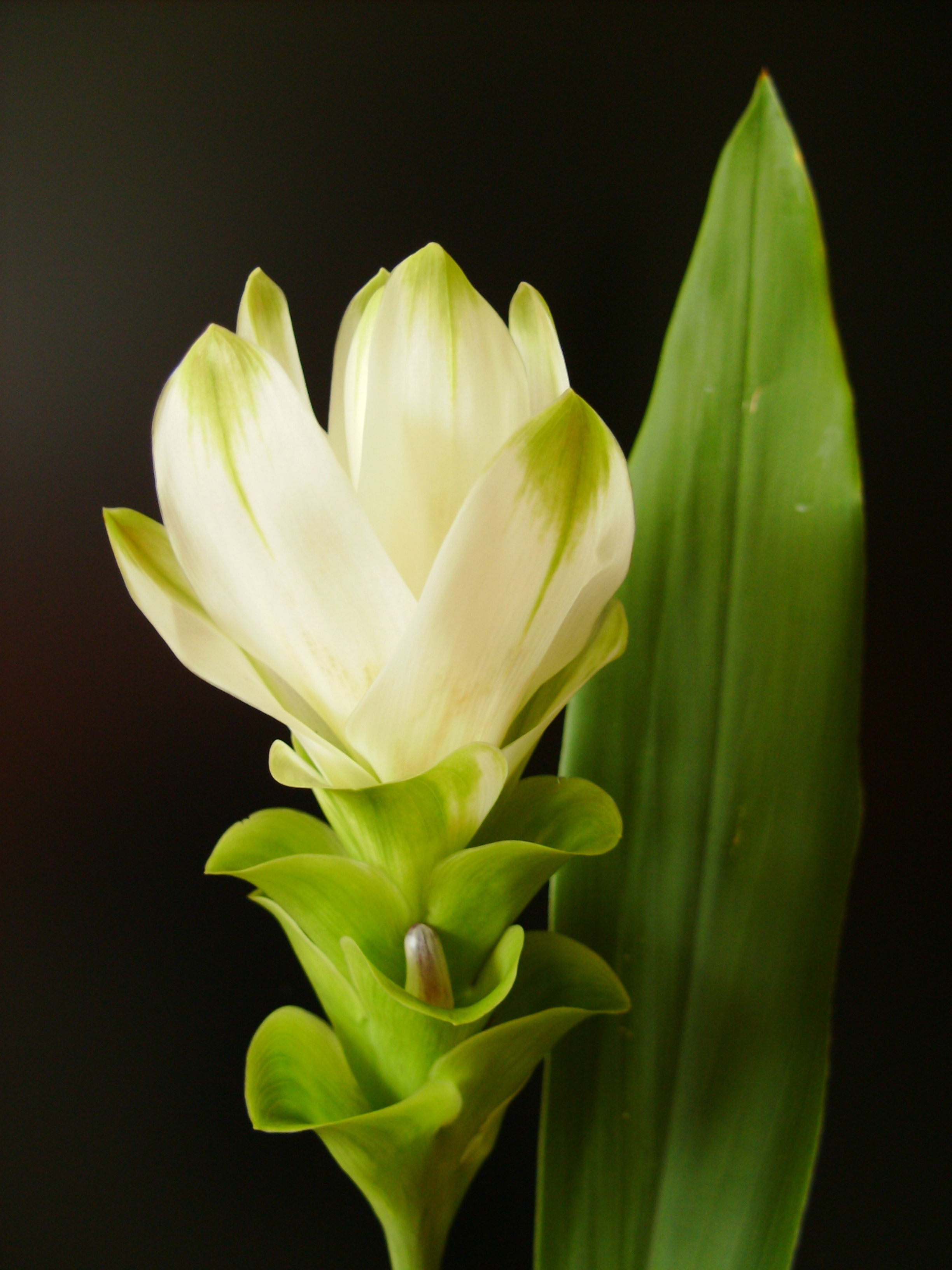
Bloem
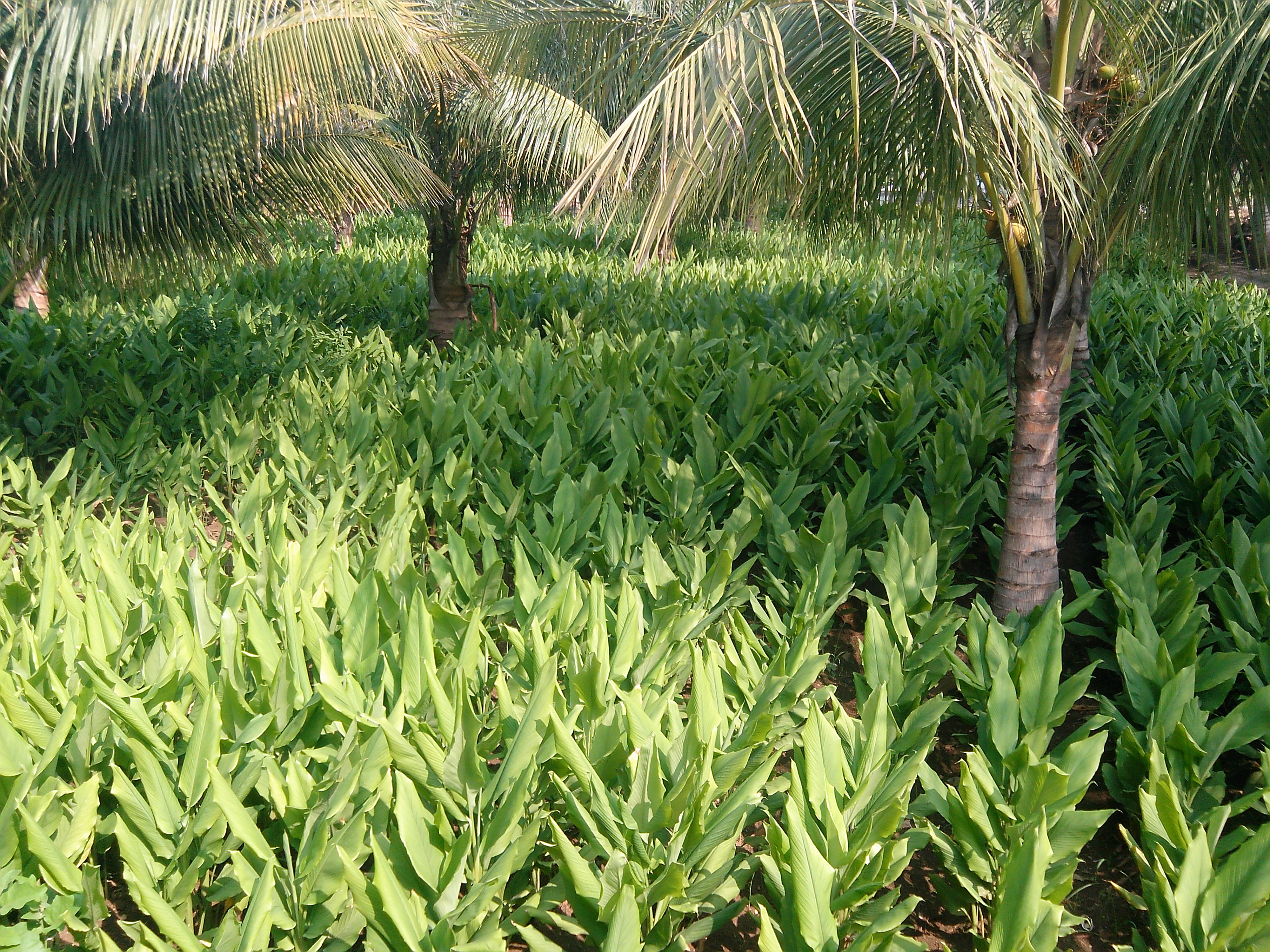
Veld met Curcuma longa
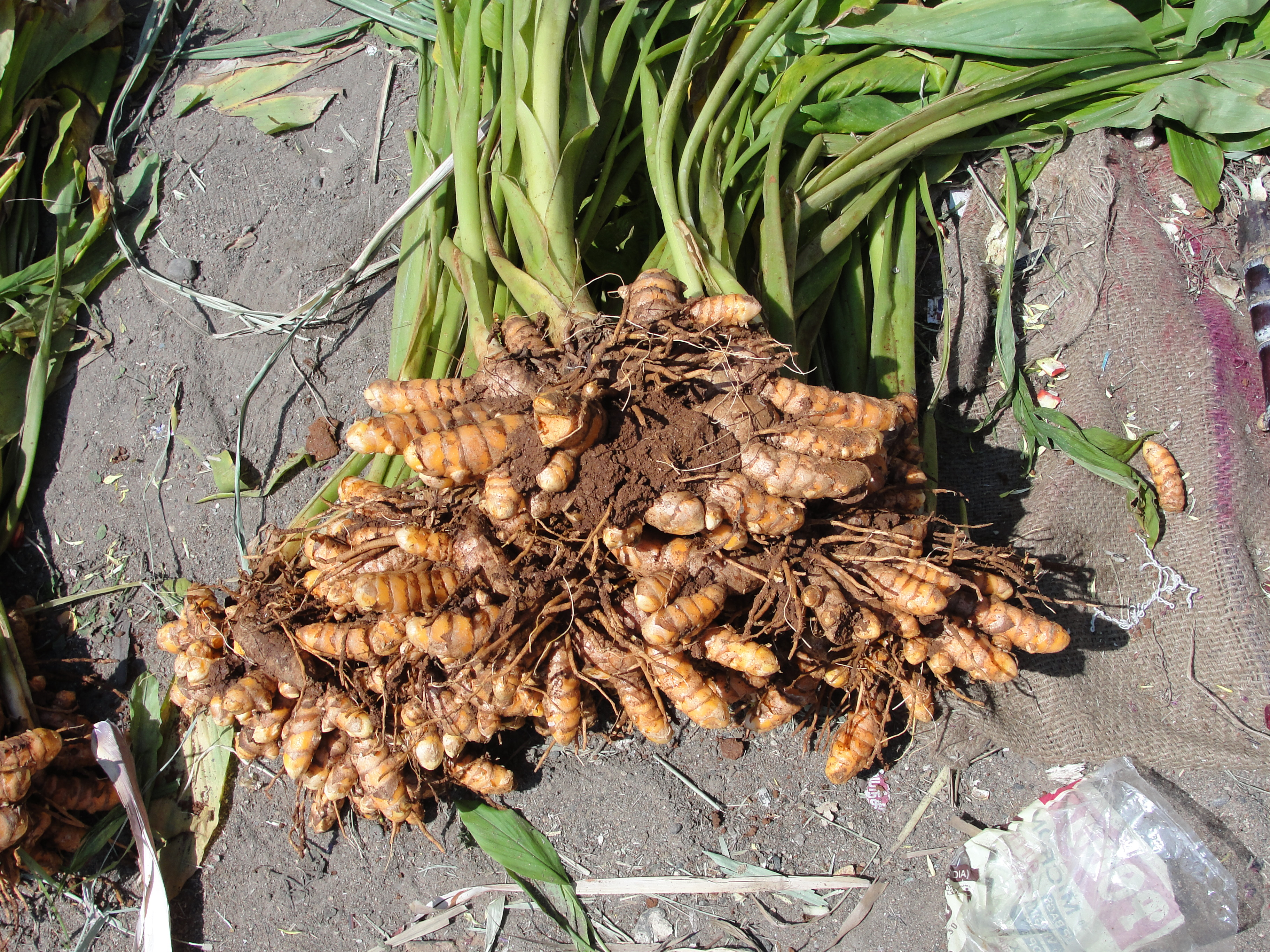
Wortelstok